# Marmo di Gassino
La pietra di Gassino, o marmo di Gassino, è un calcare fossilifero prodotto nella valle di Bardassano, dove erano attive le Cave di Gassino. È di colore grigio o biancastro dall'originale aspetto cromato, reso tale dalla presenza di numerosi fossili. Risulta lucido e non molto duro.

## Le origini
Fin dalla seconda metà del '700, grazie agli studi del naturalista Carlo Allioni, nel calcare di questa zona si sono trovati fossili di una certa importanza, come denti di squalo o resti di altri animali marini oggi custoditi al Museo di scienze naturali di Torino e al Dipartimento di Paleontologia dell'Università degli Studi di Torino.
Proprio per queste sue caratteristiche, durante il Seicento e il Settecento, questa particolare pietra venne utilizzata per la realizzazione di statue, altari, colonne e pavimentazioni. La Basilica di Superga, il colonnato del Palazzo dei Marchesi di Barolo, il porticato dell'Università di Torino, la facciata di Palazzo Madama, l'altare maggiore della chiesa di Santa Teresa a Torino, il ponte napoleonico sul Po (Ponte Vittorio Emanuele I), sono i monumenti più conosciuti abbelliti da questo marmo, oltre alla chiesa della Confraternita dello Spirito Santo di Gassino.
Interessante a tal proposito una ricerca di Alessandro Borghi, docente presso il Dipartimento di Scienze della Terra presso l'Università degli Studi di Torino, dal titolo "Pietre ornamentali delle Alpi occidentali impiegate nel costruito storico e contemporaneo della città di Torino".

## Gli "Amici del Calcare"
In città, a valorizzare questo tipo di materiale è presente l'associazione "Amici del Calcare" presieduta da Piercarlo Porporato, fondata nel 2014 e costituita da un gruppo di volontari uniti dall'obiettivo di rivalutare la pregiata pietra Gassinese.
In Italia esistono tre o quattro affioramenti di questo tipo: la maggiore si trova in Veneto, la seconda si trova a Gassino. Un tempo sulle colline gassinesi si trovavano ben 11 cave, sviluppatesi sopra il cimitero cittadino e oltre la strada che va verso Sciolze.
Nel 2021 è stato inaugurato, nell'atrio del Palazzo comunale, l'Info point del calcare di Gassino Torinese, un'iniziativa dell'associazione "Amici del calcare" in collaborazione con l'amministrazione comunale e la Pro Loco.
Alla presenza, tra gli altri, del vicesindaco della Città metropolitana di Torino, è stato presentato il progetto "Conoscere per non dimenticare...il calcare di Gassino", un'articolata ricerca che ha permesso l'esposizione di un'importante collezione di reperti e l'allestimento di una bacheca con una descrizione storica, architettonica, geologica, paleontologica di questa eccellenza locale.
Proprio in relazione all'importanza scientifica di questi reperti, è stato avviato l'ambizioso progetto di realizzare un vero e proprio Atlante paleontologico. Si tratta di fotografare e classificare tutti i reperti paleontologici rinvenuti nel calcare locale facenti parte delle raccolte del Museo regionale di scienze naturali. Questa avventura è stata resa possibile dalla collaborazione tra Vittorio Pane, componente dell'associazione "Amici del calcare" e curatore del Museo geologico sperimentale del Cai Sezione di Giaveno, Marco Galloni, anch'esso componente dell'associazione e direttore scientifico dell'Archivio scientifico e tecnologico dell'Università di Torino e Annalaura Pistarino, responsabile della sezione paleontologia del Museo di scienze naturali. L'atlante è stato concluso a fine 2021 ed è disponibile online.
Nel mese di marzo 2023, Gassino ha accolto un gruppo di ricercatori del Dipartimento di Scienze della Terra di Torino. In un'intervista rilasciata al giornale "La voce", il presidente dell'associazione spiega: "Verranno qui per fare un lavoro di repertazione. Sono stato contattato per fare un sopralluogo per i loro lavori di mappatura delle cave piemontesi. Faremo fare loro una visita alle cave e seguirà un censimento: per noi è un'opportunità molto importante, perché da qui si potranno aprire delle future collaborazioni. Una bella occasione per validare e far conoscere il marmo di Gassino".